# ماركوس فيشر
ماركوس فيشر (بالألمانية: Marcus Fischer)‏ (12 أغسطس 1980 فيتنبرغ ألمانيا - ) هو لاعب كرة قدم ألماني يلعب كمهاجم.

## روابط خارجية
- ماركوس فيشر على موقع قاعدة بيانات كرة القدم.إي يو (الإنجليزية)
- ماركوس فيشر على موقع بيانات كرة القدم. دي إي (الألمانية)
- ماركوس فيشر على موقع عالم كرة القدم.نت (الإنجليزية)